# Coelioxys osmiae
Coelioxys osmiae är en biart som beskrevs av Johann Dietrich Alfken 1928. Coelioxys osmiae ingår i släktet kägelbin, och familjen buksamlarbin. Inga underarter finns listade i Catalogue of Life.